# Bạc(I,III) oxide
Bạc(I,III) oxide là một hợp chất vô cơ với công thức hóa học Ag4O4. Nó được coi như là "bạc(II) oxide" – "AgO". Nó là một thành phần của ắc quy kiềm kẽm-oxide bạc. Nó có thể được điều chế bằng cách thêm muối bạc(I) vào dung dịch pesunfat, ví dụ: AgNO3 với dung dịch Na2S2O8. Nó có một cấu trúc bất thường, là một hỗn hợp hóa trị. Nó là một chất rắn màu nâu sẫm phân hủy với sự giải phóng O2 trong nước. Nó hòa tan trong acid nitric cô đặc để đưa ra các dung dịch màu nâu chứa ion Ag2+.

## Cấu trúc
Mặc dù công thức thực nghiệm của nó, AgO, cho thấy bạc ở trạng thái oxy hóa +2 trong hợp chất này, AgO thực tế là một hợp chất nghịch từ. Các nghiên cứu nhiễu xạ tia X cho thấy các nguyên tử bạc thông qua hai môi trường điều phối khác nhau, một trong hai có hai hàng xóm oxide collinear và bốn nhà lân cận coplanar khác. AgO do đó được viết là AgIAgIIIO2 hoặc Ag2O·Ag2O3. Nó là hỗn hợp mol 1:1 của bạc(I) oxide, Ag2O, và bạc(III) oxide, Ag2O3. Nó từng được gọi là bạc peroxide, nhưng cách gọi này không chính xác vì hợp chất này không chứa ion peroxide, O22−.